# Héctor Calegaris
Héctor Calegaris (Buenos Aires, 27 de junho de 1915 — 3 de março de 2008) foi um velejador argentino, medalhista olímpico. Ele competiu nos Jogos Olímpicos de Verão de 1960 na classe Dragon e conquistou a medalha de prata a bordo do Tango, ao lado de Jorge Alberto Salas e Jorge Alberto del Río.